# Giovanni Morandini
Giovanni Morandini (n. 6 ianuarie 1816, Magliano in Toscana, Toscana, Italia – d. 14 septembrie 1888, Florența, Regatul Italiei) a fost un politician și inginer italian.